# Mimózalevelű zsakaranda
A mimózalevelű zsakaranda (Jacaranda mimosifolia) az ajakosvirágúak (Lamiales) rendjébe, ezen belül a szivarfafélék (Bignoniaceae) családjába tartozó faj.

## Előfordulása
Eredeti hazája Dél-Amerika (Dél-Brazília és Északnyugat-Argentína), ezért időnként brazíliai zsakarandának is nevezik. A mimózalevelű zsakarandát főként az időszakos trópusi esők övében és szubtrópusi területeken gyakran ültetik, sokszor elvadul (például Hawaiin és Zimbabwéban). Gyakori a dél-afrikai Pretoriában (Tswane), illetve a spanyol Andalúziában, területekre ahová betelepítették, és ahol inváziós fajjá vált.

## Megjelenése
A fa legfeljebb 20 méter magasra nő. Törzse göcsörtös, koronája laza.
Levele mintegy 20-40 centiméter hosszú, legfeljebb 20 másodrendű levélgerinccel, amelyeken számos, körülbelül 0,5-2 centiméter hosszú, keskeny-hosszúkás, finoman kihegyezett levélke nő. Virága 3-5 centiméter hosszú, a párta többnyire levendulakék, csöve 5 cimpájú, a porzók száma négy. A virágok lombfakadáskor vagy közvetlenül előtte hajtásvégi bugákban jelennek meg. Termése világosbarna, ovális-gömbölyded, 5-8 centiméteres, oldalt lapított, gyakran hullámos élű, fásodó tok, amely a két korong alakú rész között nyílik fel.

## Egyéb
Ama kevés növény egyike, amelyek népi nevét csaknem minden nyelvben és mint tudományos nevet is átvették. Németországban paliszenderfának is nevezik tévesen. A paliszander nevű ipari faanyagot ugyanis nem ez a faj szolgáltatja, hanem a pillangósvirágúak családjába tartozó Dalbergia és Machaerium nemzetségek fajai. A mimózalevelű zsakaranda virágzás idején nagyon látványos jelenség. Nemcsak a fát borítják roskadásig a virágok, hanem többnyire az alatta levő talajt is. Ritkán fehér virágú egyedek is adódnak.
Leveleit télire lehullatja. Tavasszal virágai a levélrügyek előtt, április–májusban nyílnak.

## Képek

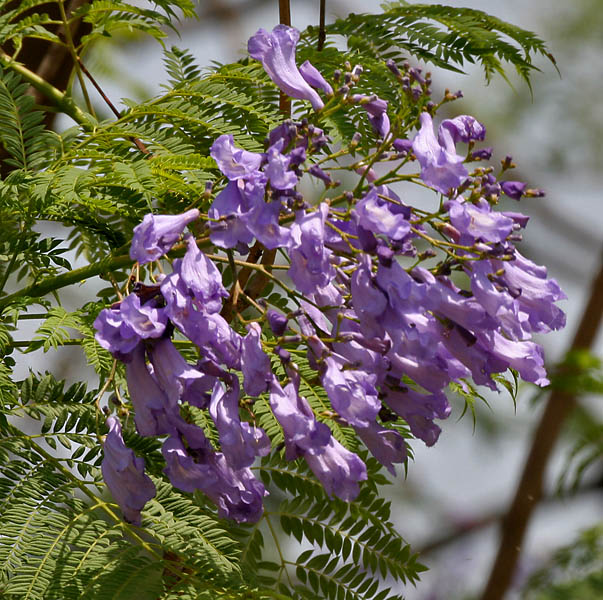
Mimózalevelű zsakaranda virágok Indiában
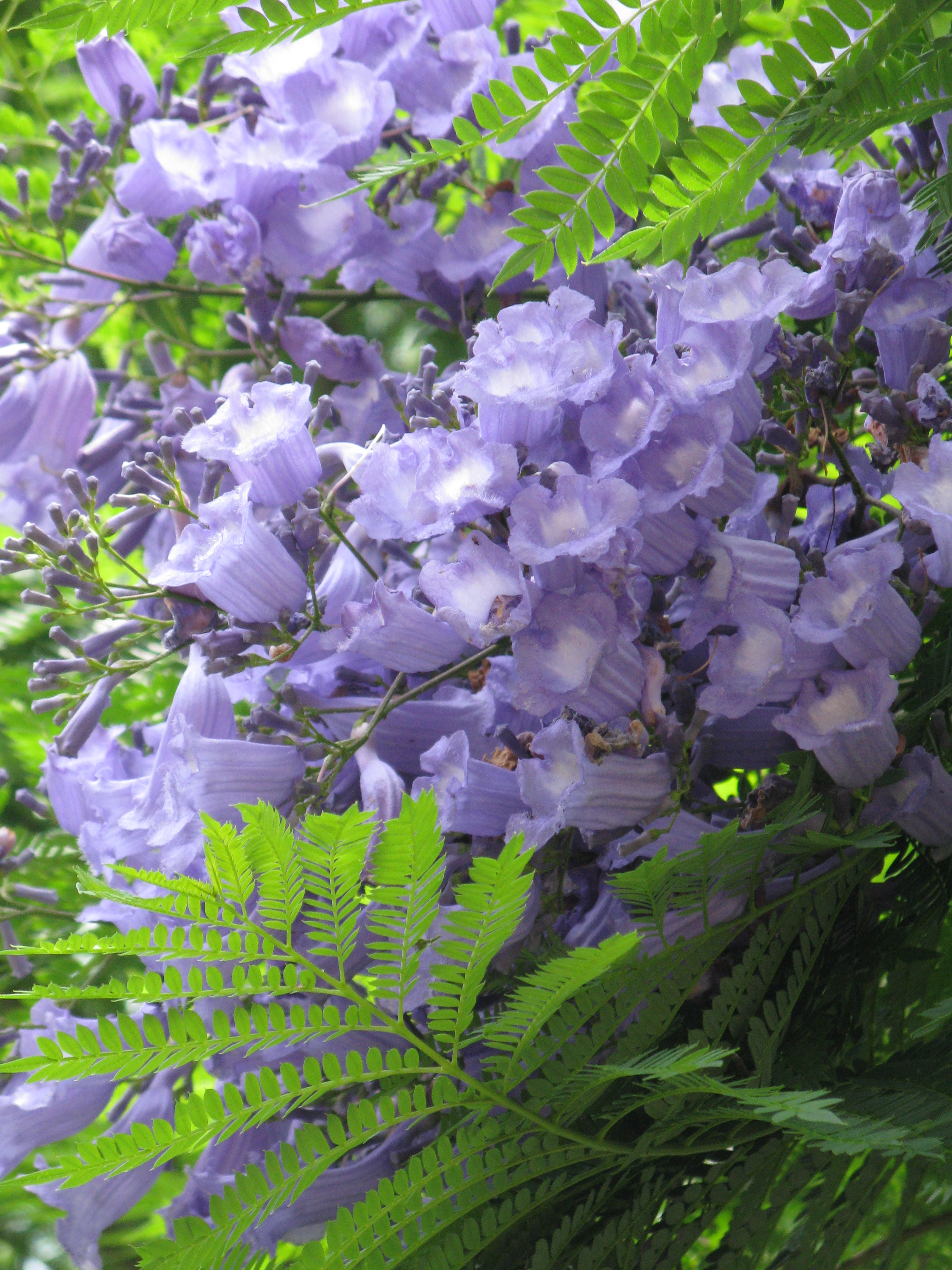
és Japánban
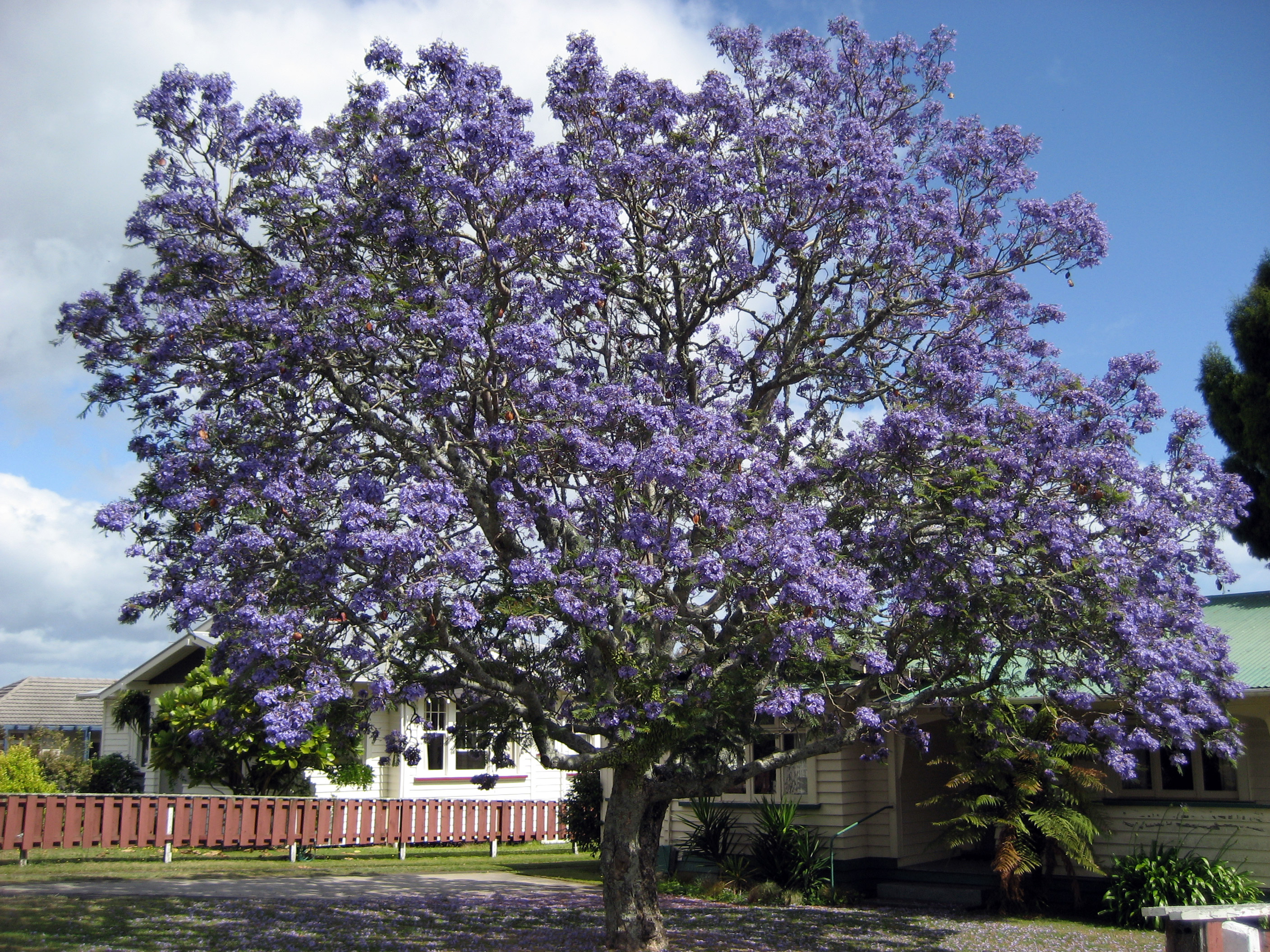
Kivirágzott fa, Új-Zélandon
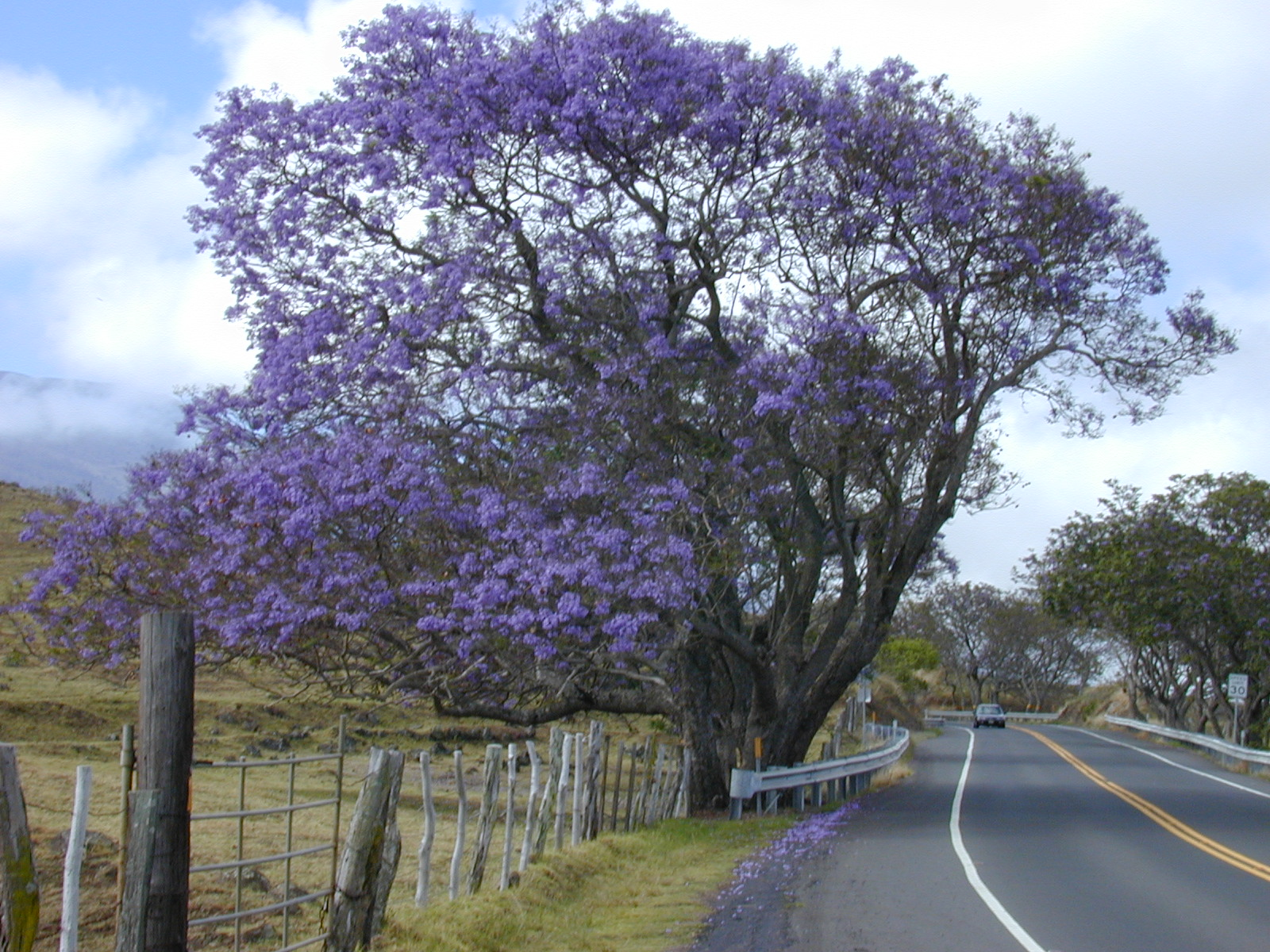
Maui szigeten
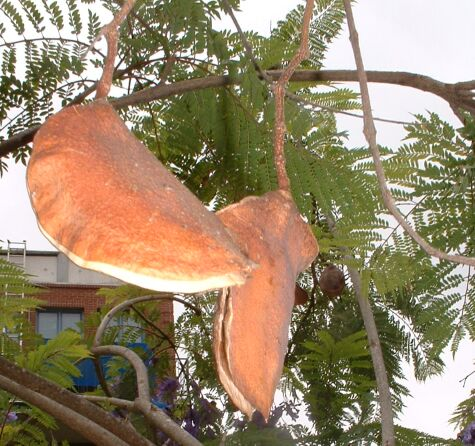
Terméstokjai
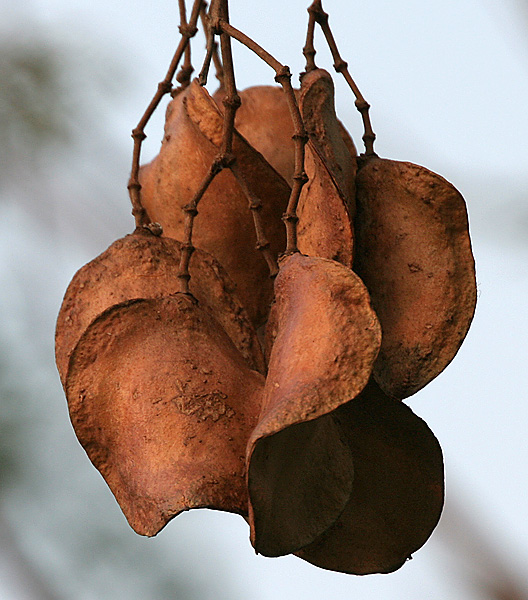
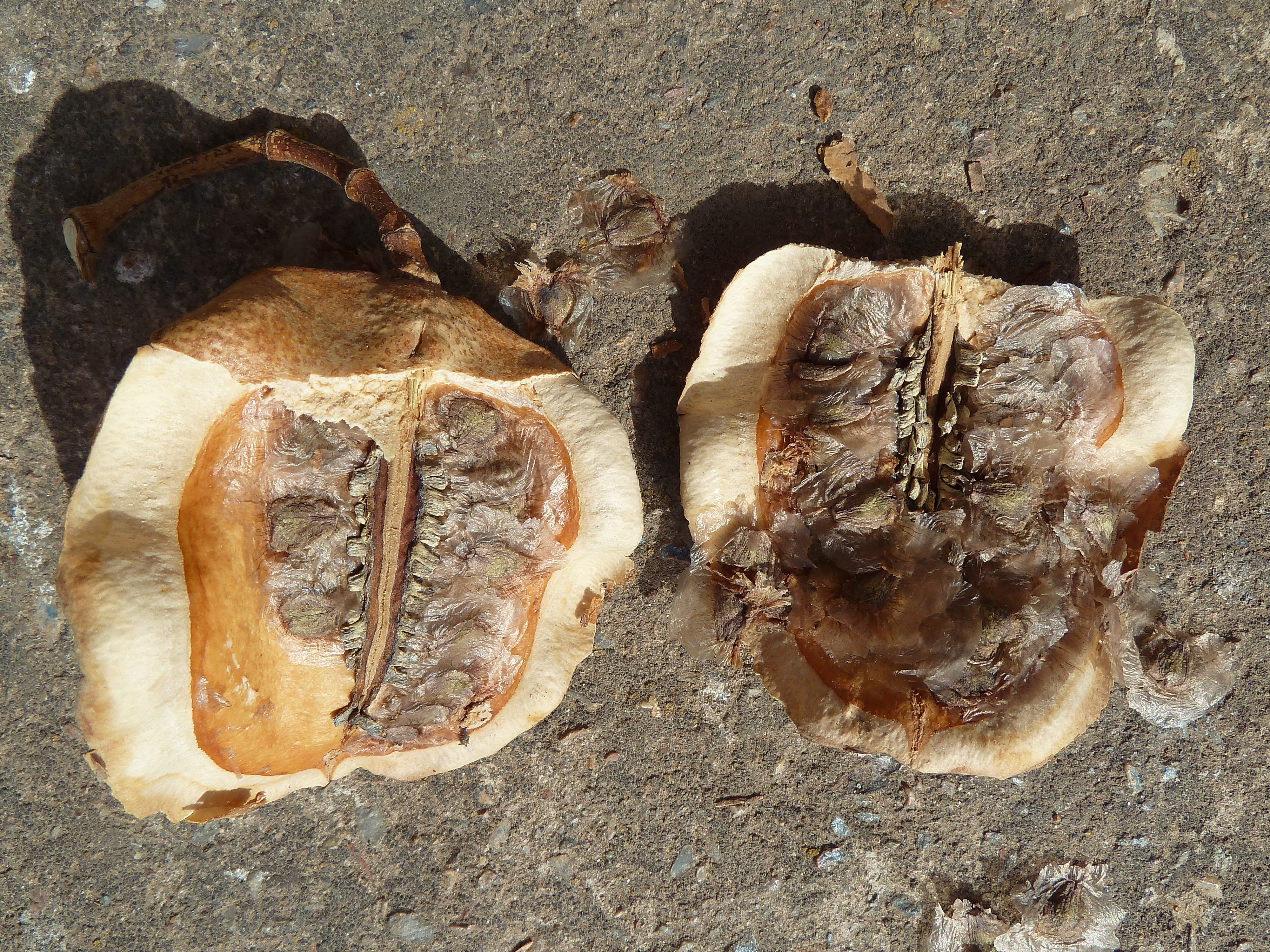
Felnyított termése
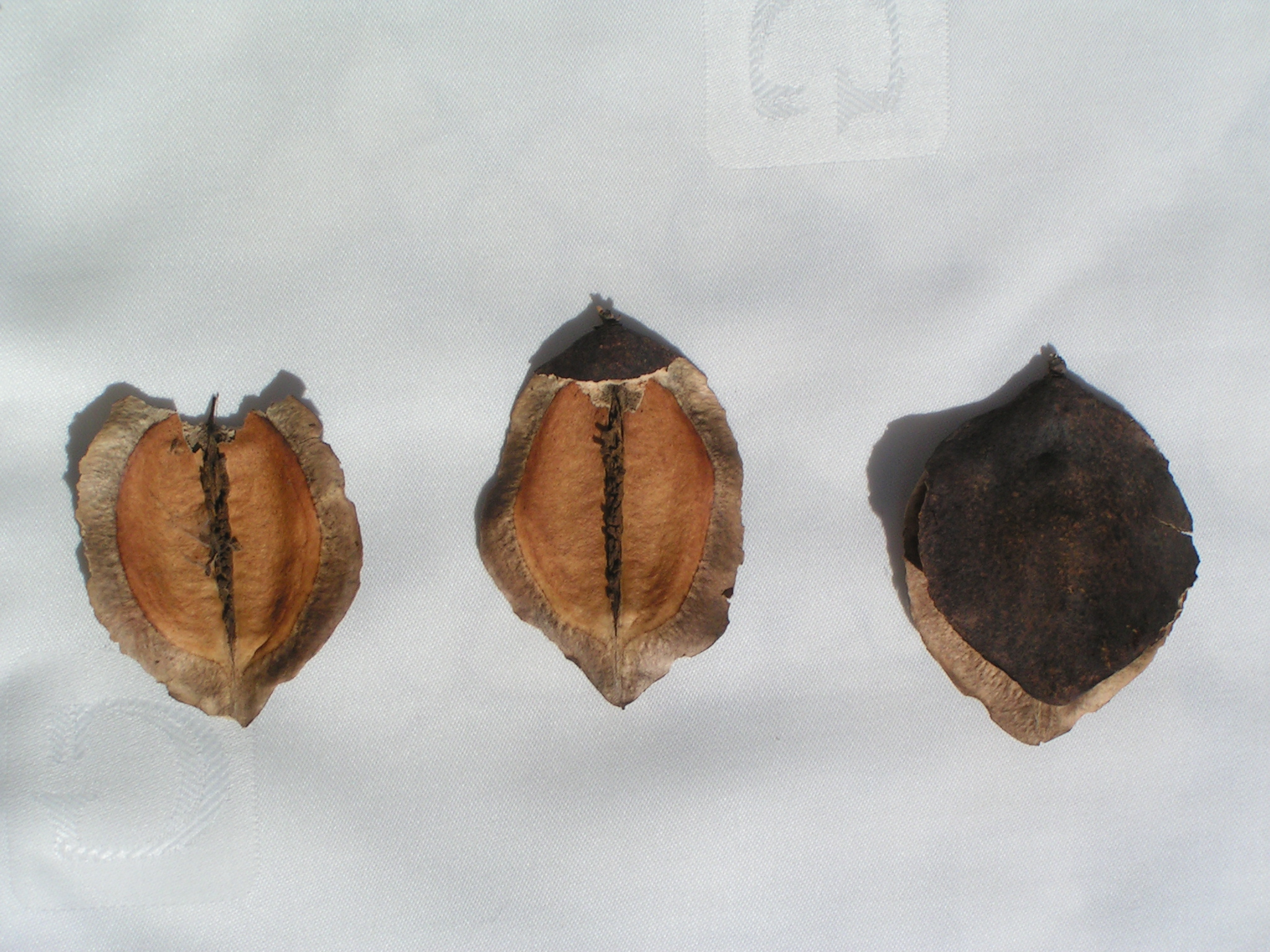
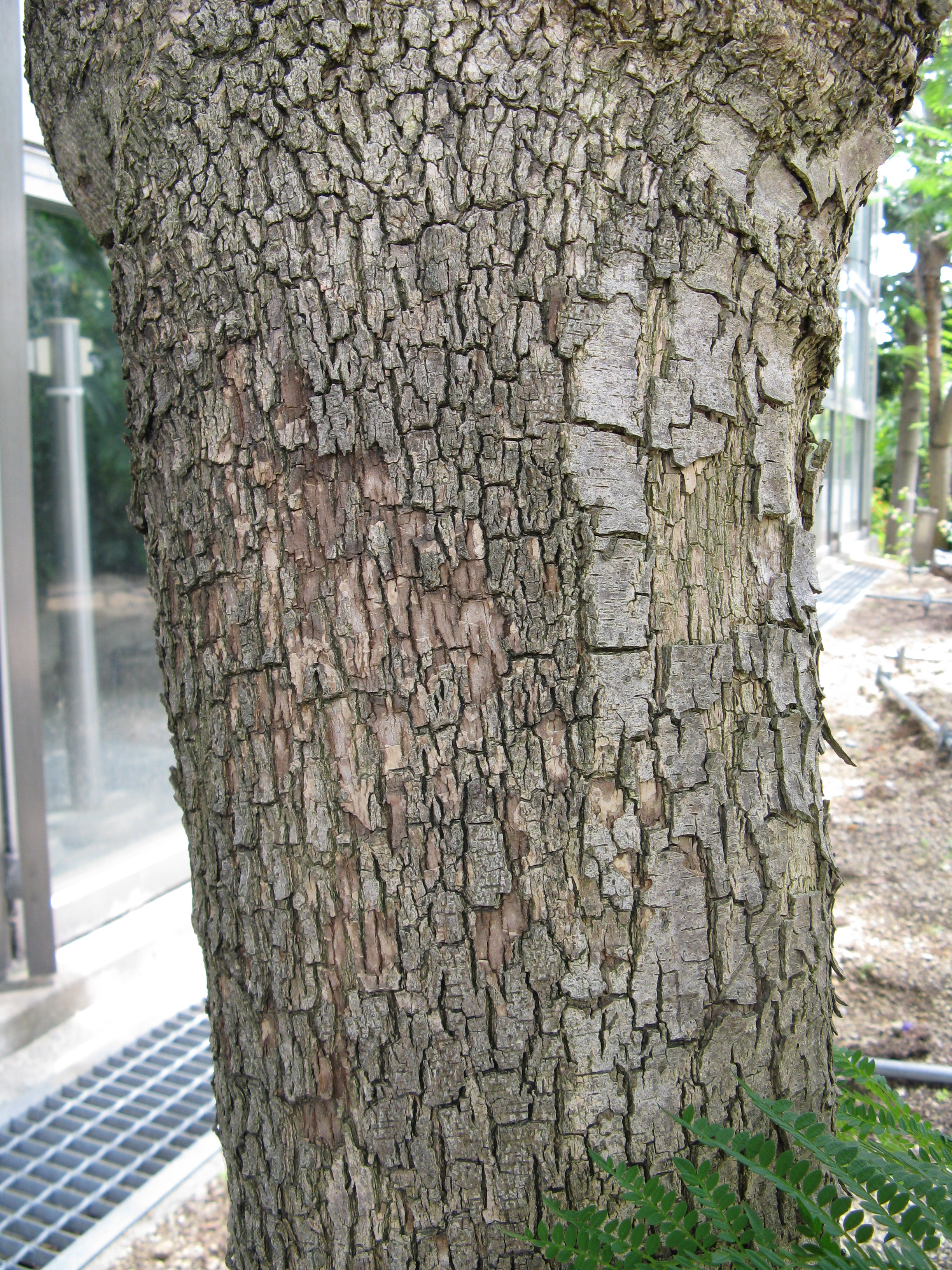
Törzse és kérge
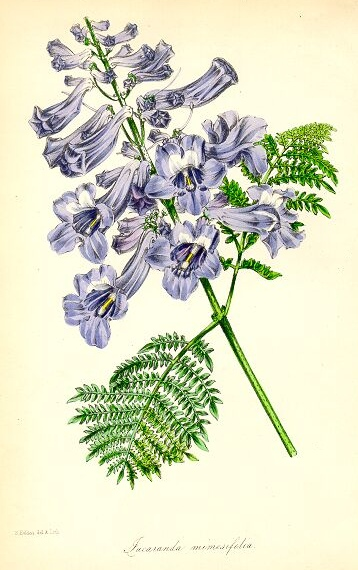
Rajz a virágokról és levelekről